# Åke Starck
Åke Hilding Starck, född 29 december 1920 i Sofia församling i Stockholm, död 15 januari 1989 i Johannes församling i Stockholm, var en svensk skådespelare, senare studioman vid Sveriges Television och arbetade bland annat med program som Hylands hörna.
Åke Starck är gravsatt i minneslunden på Råcksta begravningsplats.

## Filmografi
- 1954 – Två sköna juveler (okrediterad roll, klarinettist)
- 1955 – Stampen  (okrediterad roll, dansande)
- 1956 – Flickan i frack (jobbare)

## Teater

### Roller (ej komplett)
| År   | Roll            | Produktion                                                        | Regi             | Teater        |
| ---- | --------------- | ----------------------------------------------------------------- | ---------------- | ------------- |
| 1952 | Victor Jerome   | South Pacific Richard Rodgers, Oscar Hammerstein och Joshua Logan | Sven Aage Larsen | Oscarsteatern |
| 1953 | Labinski        | Sista valsen Oscar Straus, Julius Brammer och Alfred Grünwald     | Einar Beyron     | Oscarsteatern |
| 1953 | Joey Biltmore   | Änglar på Broadway Frank Loesser, Joe Swerling och Abe Burrows    | Sven Aage Larsen | Oscarsteatern |
| 1954 | Vicomte Cascada | Glada änkan Franz Lehár, Victor Léon och Leo Stein                | Lars Egge        | Oscarsteatern |
| 1954 |                 | Oh, mein Papa Erik Charell och Paul Burkhard                      | Hansjörg Boeger  | Södra Teatern |